# Корчагина, Степанида Ефимовна
Степанида Ефимовна Корчагина, в девичестве — Клепикова (1917 год, село Алтайское — дата и место смерти не известны) — звеньевая колхоза имени Мичурина Алтайского района Алтайского края. Герой Социалистического Труда (1948).

## Биография
Родилась в 1917 году в крестьянской семье в селе Алтайское. Получила начальное образование. С 1938 года — доярка колхоза имени Мичурина Алтайского района. В 1939 году участвовала во Всесоюзной выставке ВДНХ в Москве. В 1940 году назначена звеньевой полеводческой бригады.
В 1948 году бригада Степаниды Клепиковой собрало в среднем по 30,25 центнера ржи с каждого гектара. Указом Президиума Верховного Совета СССР от 4 марта 1948 года за получение высоких урожаев ржи при выполнении колхозом обязательных поставок и натуроплаты за работу МТС в 1947 году и обеспеченности семенами зерновых культур для весеннего сева 1949 года удостоена звания Героя Социалистического Труда с вручением ордена Ленина и золотой медали «Серп и Молот».
С 1963 года — санитарка участковой больницы в селе Белое.
В 1972 году вышла на пенсию. Проживала в селе Макарьевка Алтайского района.

## Награды
- Герой Социалистического Труда — указом Президиума Верховного Совета СССР от 4 марта 1948 года
- Орден Ленина
- Медаль «За освоение целинных земель»